# Kovács Károly (újságíró)
Kovács Károly (Nagyekemező, 1898. október 12. – Budapest, 1976. február 14.) újságíró, költő, jogász.

## Életútja
A dévai főreáliskolában érettségizett (1916). Újságírói gyakornokként kezdte pályáját. Első írása a Hunyadvármegye c. hetilapban jelent meg (1918). A Déva és Vidéke (1920–29), Dévai Újság (1931), Erdélyi Napló (1931–40) szerkesztője, a Keleti Újság, Magyar Kisebbség munkatársa; verseit a Pásztortűz közölte. 1940 után pénzügyi tisztviselő Szatmárnémetiben, 1945-ben a kolozsvári tudományegyetemen jog- és államtudományi doktorátust szerzett. Egy ideig a Magyar Népi Szövetség (MNSZ) szatmári lapját szerkesztette, 1948-tól pénzügyi számvevő Magyarországon nyugdíjazásáig (1964).
Ady nyomdokain kibontakozó lírájának jellemző darabja a Fekete május című költemény az 1922. április 24-i lupényi bányászkatasztrófa 82 áldozatának emlékére. Társszerkesztője a Hunyad megyei írók és képzőművészek Szerencse fel! című antológiájának (Déva 1933).

## Önálló kötetei
- A halott csillag (versek, Déva 1923)
- A Dévai Ipartestület 40 éves története 1885-1925. (Déva 1925)
- Misztérium (Déva 1926)
- A feltörő óriás (Déva 1937)